# اوشیانو (کالیفرنیا)
اوشیانو (به انگلیسی: Oceano) یک منطقهٔ مسکونی در ایالات متحده آمریکا است که در شهرستان سن لوییز اوبیسپو، کالیفرنیا واقع شده‌است. اوشیانو ۴٫۰۰۶ کیلومتر مربع مساحت و ۷٬۲۸۶ نفر جمعیت دارد و ۹ متر بالاتر از سطح دریا واقع شده‌است.